# Herberts Baumanis
Herberts Baumanis (ros. Герберт Бауманис, Herbert Baumanis; ur. 5 stycznia 1895 w Rydze) – rosyjski lekkoatleta łotewskiego pochodzenia specjalizujący się w biegach sprinterskich, olimpijczyk.
Łotysz wziął udział w jednej konkurencji podczas V Letnich Igrzysk Olimpijskich w Sztokholmie w 1912 roku. Na dystansie 200 metrów odpadł w fazie eliminacyjnej, gdzie swojego biegu nie ukończył.
Reprezentował barwy klubu Rīgas Unions.